# Christian Hierneis
Christian Hierneis (* 19. November 1963 in München) ist ein deutscher Politiker (Bündnis 90/Die Grünen) und Rechtsfachwirt. Er ist seit November 2018 Abgeordneter des Bayerischen Landtages.

## Ausbildung und Herkunft
Christian Hierneis ist Rechtsfachwirt und seit 2003 selbstständiger Umweltberater. Seit 2010 ist er Geschäftsführer der BUND Naturschutz Stiftung. Er stammt aus einer alteingesessenen Münchner Kaufmannsfamilie, deren Begründer, Otto Hierneis, als königlich-bayerischer Hoflieferant seit 1859 am Münchner Marienplatz Damen- und Herrenwäsche, Sportkleidung sowie Krawatten und Handschuhe vertrieb. Christian Hierneis ist zudem ein Urgroßneffe des ehemaligen Hofkochs von König Ludwig II. und Delikatessenhändlers Theodor Hierneis.

## Politische Laufbahn
Hierneis ist seit 2008 Mitglied der Grünen München. Von 2014 bis 2018 war er Referent für Verbraucherschutz, Ernährung, Gentechnik und Tierschutz bei der Landtagsfraktion der bayerischen Grünen. Außerdem ist er Geschäftsführer der Naturschutzstiftung.
2013 trat er das erste Mal als Kandidat für den Bayerischen Landtag an. Er kandidierte im Stimmkreis München-Pasing und erzielte dort 11,3 % der Erststimmen. Er war auf Platz 12 der grünen Liste für den Wahlkreis Oberbayern platziert und erreichte mit den Gesamtstimmen Platz 14. Damit verpasste er den Einzug in den Landtag.
Bei der Landtagswahl in Bayern 2018 setzte er sich im Stimmkreis München-Schwabing mit 34,9 Prozent der Erststimmen gegen den ehemaligen Staatsminister Ludwig Spaenle durch und gewann das Direktmandat. Er ist Sprecher für Umweltschutz und Tierschutz der Grünen Landtagsfraktion. Dort ist Hierneis Mitglied des Ausschusses für Umwelt und Verbraucherschutz. Bei der Landtagswahl 2023 gewann er mit 34,4 Prozent der Erststimmen erneut das Direktmandat im Stimmkreis München-Schwabing.

## Ehrenamtliches Engagement
1992 wurde Hierneis Mitglied im Bund Naturschutz in Bayern. Im Umweltschutzverband ist er seit 2002 Vorsitzender der Kreisgruppe München und war von 2004 bis 2018 Beisitzer im Landesvorstand. Hierneis war Sprecher von NOlympia München und ist Sprecher des Bündnisses gegen die dritte Startbahn am Flughafen München. Darüber hinaus ist er Beauftragter des BUND Naturschutz in Bayern e. V. für große Beutegreifer (Bär, Wolf, Luchs),  Mitglied der Arbeitsgruppe Große Beutegreifer beim  Bayerischen Staatsministerium für Umwelt und Verbraucherschutz und Mitautor der offiziellen bayerischen Managementpläne für Bär, Wolf und Luchs, nachdem er 2006 einen Bärenmanagementplan für den BN verfasst hatte. Christian Hierneis wirkt als Mitglied im Landesbund für Vogelschutz in Bayern und bei der Ornithologischen Gesellschaft in Bayern, im Verein zum Schutz der Bergwelt e. V., dem Isartalverein, den Freunde der Zoologischen Staatssammlung München und beim Denkmalnetz Bayern.

## Politisches Wirken
Hierneis fordert eine generationenübergreifende Umweltbildung. In einer Vielzahl von Vorträgen und Podiumsdiskussionen behandelt er seit Jahren Themen wie: Biodiversität und Artenschutz, Flächenverbrauch, Freihandelsabkommen TTIP/CETA/TiSA, Liberalisierung der Wasserversorgung, Energiewende, Hochwasserschutz und Ernährung mit effektiveren Kontrollen, verbesserter Kennzeichnung und Transparenz. Als gewählter Landtagsabgeordneter für den Stimmkreis München-Schwabing ist ihm die Entwicklung der Metropolregion München unter dem Grundsatz „Grünflächen schützen, Lebensqualität bewahren“ ein wichtiges Anliegen. Ergänzend fordert er gleichwertige Lebensbedingungen im ländlichen Raum. Für Stadt und Land setzt sich Christian Hierneis für den massiven Ausbau des öffentlichen Nahverkehrs und des Radverkehrs ein sowie für die Schaffung von bezahlbarem Wohnraum mit kommunaler, staatlicher und genossenschaftlicher Beteiligung. Er unterstützt den Schutz des Bergwalds und der Almen mit ihrer einmaligen Tier- und Pflanzenwelt, was auch das Ende staatlich subventionierter Förderungen von Schneekanonen und des Baus weiterer Ski-Pisten umfasst.  Christian Hierneis tritt für die regionale, ökologische und saisonale Landwirtschaft unter Reformierung der bestehenden Subventionsstrukturen ein. Er ist gegen Tierversuche, Gentechnik und industrielle Massentierhaltung.

## Privates
Hierneis ist verheiratet und evangelischer Konfession.